# Birkengewächse
Die Birkengewächse (Betulaceae) sind eine Pflanzenfamilie in der Ordnung der Buchenartigen (Fagales) innerhalb der Bedecktsamigen Pflanzen (Magnoliopsida). Die 110 bis 200 Arten sind in den gemäßigten Gebieten der Nordhalbkugel und in den Bergregionen der Tropen verbreitet.

## Beschreibung

### Erscheinungsbild und Blätter
Die Arten der Birkengewächse sind laubabwerfende, verholzende Pflanzen und wachsen als Bäume oder Sträucher. Die wechselständig und spiralig, zwei- oder dreireihig an den Zweigen angeordneten, gestielten Laubblätter besitzen eine einfache Blattspreite. Die Blattränder sind (meistens doppelt) gesägt, gezähnt bis selten fast glatt. Die Nebenblätter fallen meist früh ab.

### Blütenstände und Blüten
Gemeinsam ist allen Arten der Betulaceae, dass sie einhäusig getrenntgeschlechtig (monözisch) sind. Auf einem Pflanzenexemplar kommen also weibliche und männliche Blütenstände vor – bei dieser Familie werden sie Kätzchen genannt. Die Fruchtstände erscheinen einzeln oder zu mehreren zusammen.
Die Blüten sitzen jeweils bis zu dritt an einem Tragblatt. In den Blütenständen sitzen viele bis wenige, einfach gebaute Blüten, oft jeweils nur mit Staubblättern oder nur mit Fruchtknoten und Narben. Ein Kelch (Perigon) kann vorkommen, die Krone fehlt immer. Die Staubfäden sind oben oft geteilt. Vorblätter können vorhanden sein. In den weiblichen Blüten sind zwei Fruchtblätter zu einem unterständigen, zweikammerigen Fruchtknoten verwachsen und es sind meist einer oder zwei freie Griffel vorhanden. In jeder Fruchtknotenkammer hängen von fast der Spitze aus jeweils zwei, oder selten nur eine, Samenanlagen. 
Die weiblichen Blütenstände der Coryloideae haben laubblattähnliche Tragblätter (Brakteen), dagegen haben die Betuloideae holzige bis ledrige Blütenstände ohne beständige Deckblätter an der Frucht.

### Früchte und Samen
Sie haben ungeflügelte oder kleine, geflügelte Nüsse mit jeweils nur einem Samen. Die Samen enthalten einen geraden Embryo mit zwei flachen oder verdickten Keimblättern (Kotyledone) und kein Endosperm. Die Fruchtstände zerfallen meist.

## Systematik und Verbreitung
Die Familie Betulaceae wurde 1822 durch Asa Gray in A Natural Arrangement of British Plants, 2, 222, 243 aufgestellt. Typusgattung ist Betula L.
Die Familie der Betulaceae enthält heute zwei Unterfamilien mit sechs Gattungen und insgesamt 110 bis 200 Arten, die hauptsächlich auf der Nordhalbkugel verbreitet sind. Alleine in China sind 89 Arten heimisch, davon kommen 56 nur dort vor. Die Arten der Haselnussgewächse, die früher als eine eigene Familie Corylaceae angesehen wurden, werden heute als Unterfamilie Coryloideae den Betulaceae zugeordnet.
- Birkengewächse im engeren Sinne (Betuloideae Gray): Sie enthält zwei Gattungen und 60 bis 100 Arten: 
  - Erlen (Alnus Mill.): Die 25 bis 40 Arten sind in der Neuen Welt und Eurasien verbreitet.
  - Birken (Betula L.): Die 35 bis 60 Arten sind auf der Nordhalbkugel verbreitet.
- Haselnussgewächse (Coryloideae Koehne): Sie enthält vier Gattungen mit 50 bis 80 Arten:
  - Hainbuchen (Carpinus L.): Die 25 bis 50 Arten sind in Eurasien verbreitet.
  - Haselnüsse (Corylus L.): Die 15 bis 20 Arten sind auf der Nordhalbkugel verbreitet.
  - Hopfenbuchen (Ostrya Scopoli): Die fünf bis acht Arten sind in den gemäßigten Gebieten auf der Nordhalbkugel verbreitet.
  - Scheinhopfenbuchen[4]  (Ostryopsis Decne.): Es sind seit 2010 drei Arten, die in China beheimatet sind.

## Nutzung
Von vielen Arten werden viele Pflanzenteile auf sehr vielfältige Weise genutzt, nachfolgend nur einige Beispiele.
Von vielen Corylus-Arten werden die Nussfrüchte roh oder gegart gegessen. Aus den Samen von einigen Corylus-Arten wird Öl für die Verwendung in der Küche gewonnen.
Besonders von Betula-Arten wird die Rinde sehr vielseitig verwendet und verarbeitet.
Das Holz einiger Arten wird genutzt.
Bei einigen Arten wurden die medizinischen Wirkungen untersucht.
Viele Arten und ihre Sorten werden als Zierpflanzen in Parks und Gärten verwendet.

## Bilder
Männliche Blütenkätzchen:

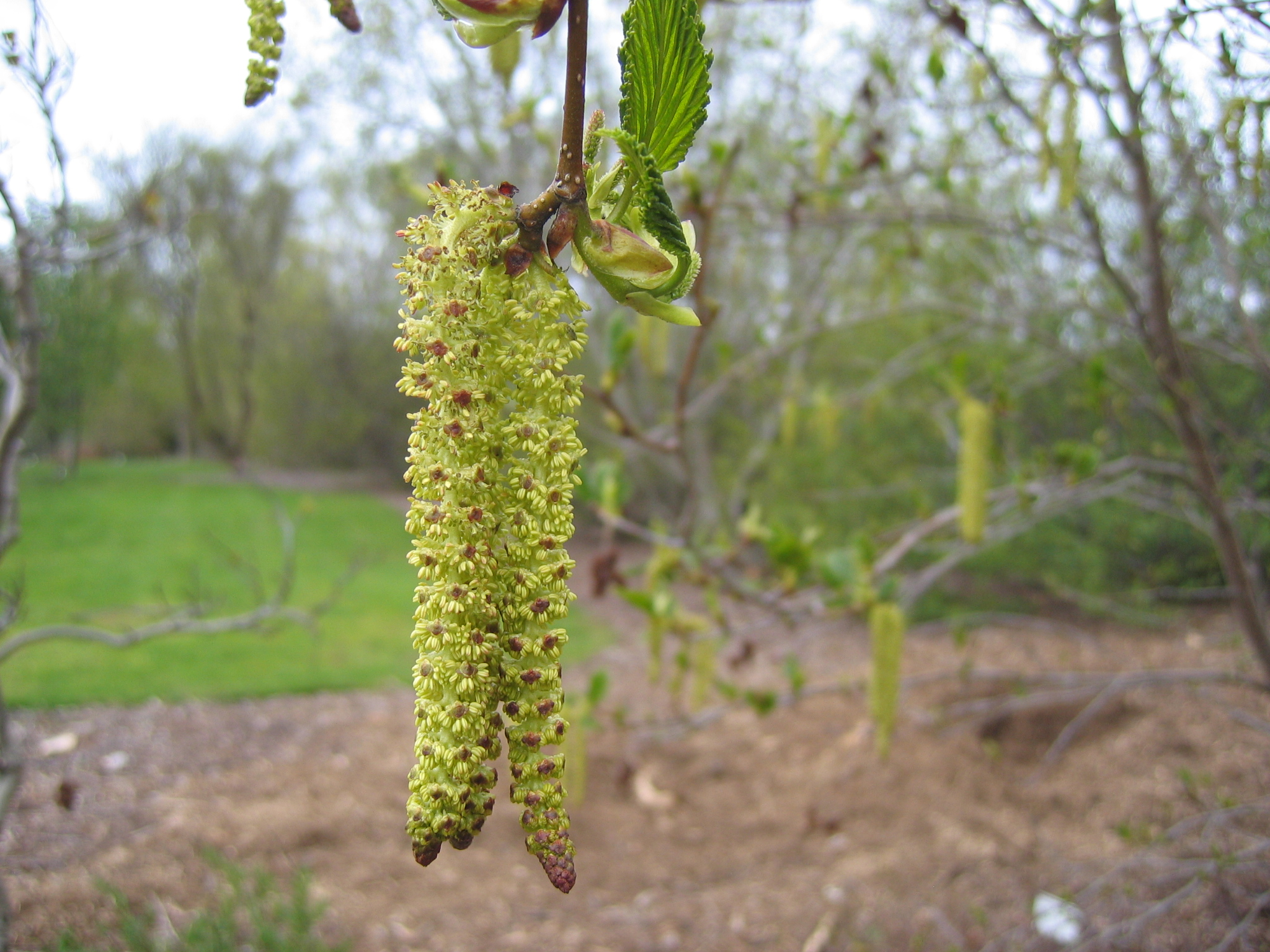
Männliche Blütenkätzchen einer Grün-Erle (Alnus viridis)
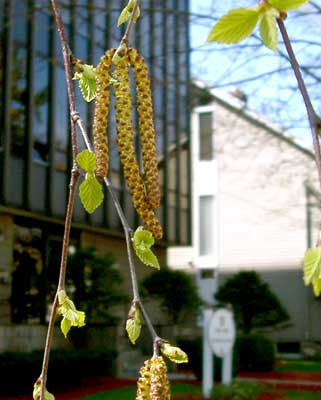
Männliche Blütenkätzchen einer Papier-Birke (Betula papyrifera)
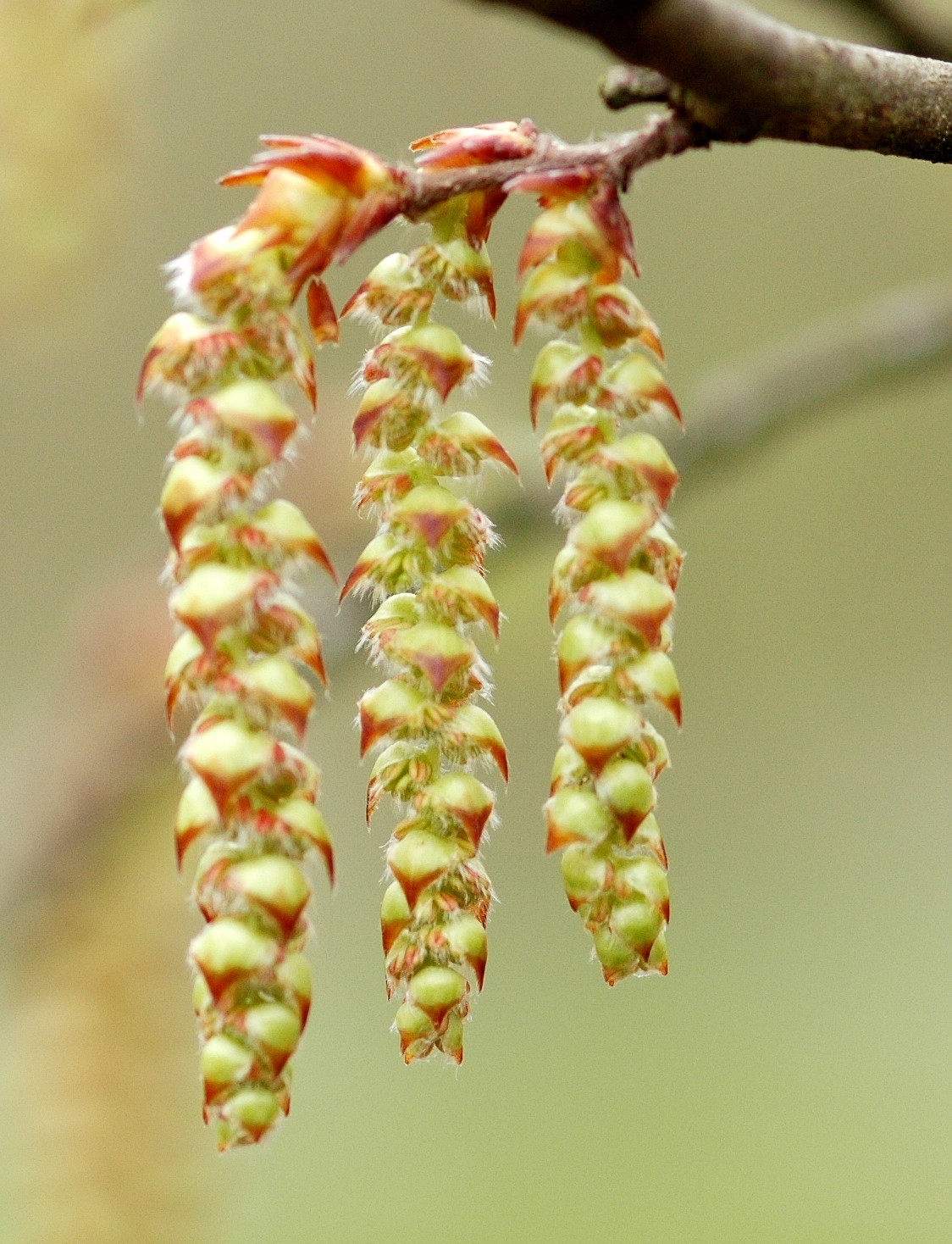
Männliche Blütenkätzchen der Hainbuche (Carpinus betulus)
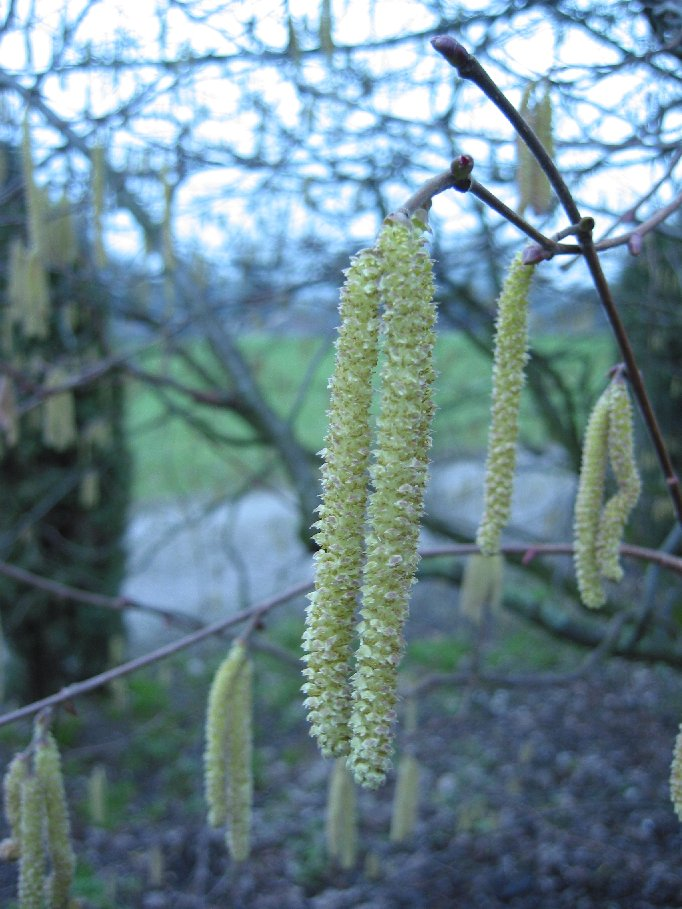
Männliche Blütenkätzchen der Gemeinen Hasel (Corylus avellana)
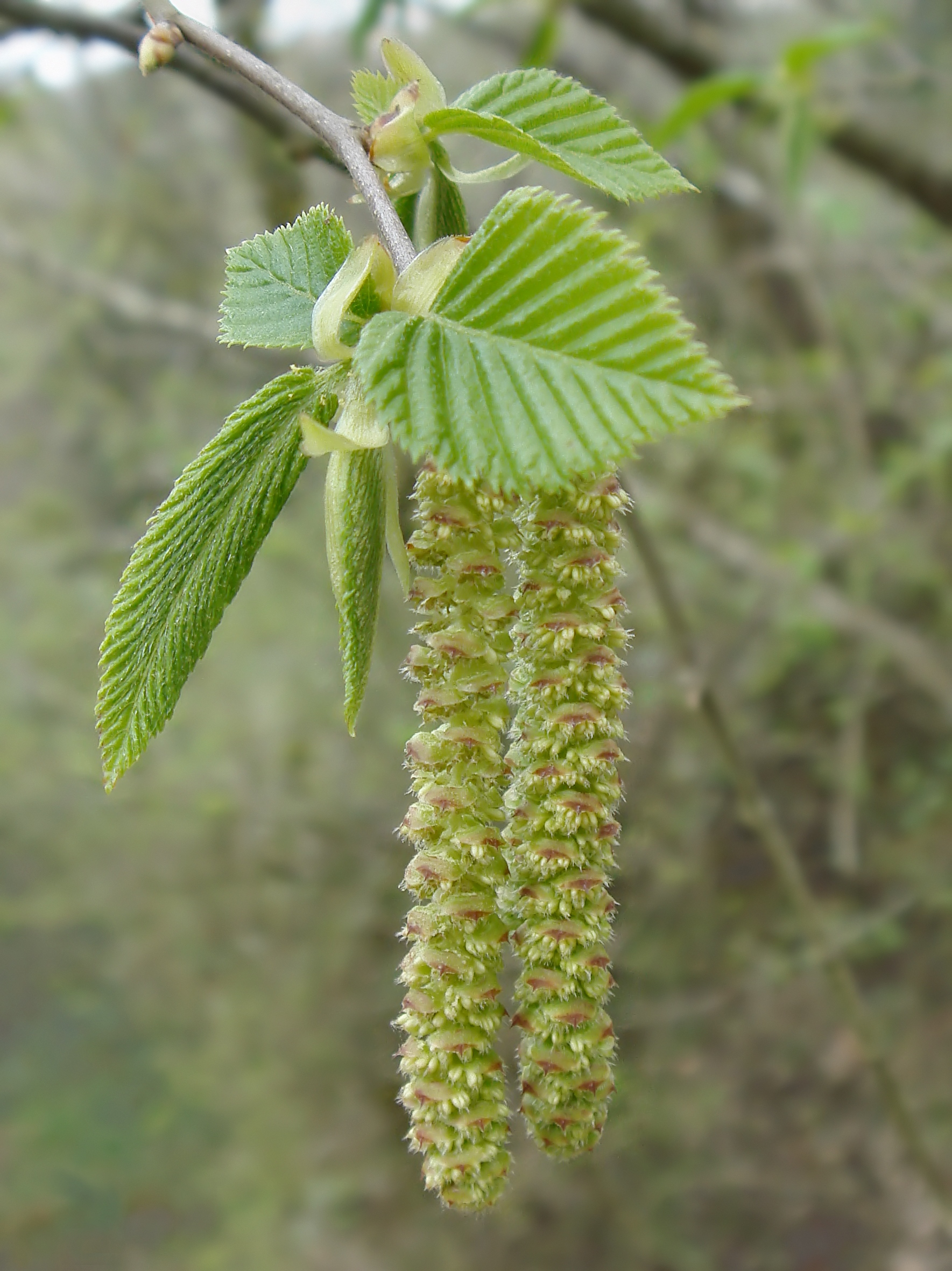
Männliche Blütenkätzchen der Europäischen Hopfenbuche (Ostrya carpinifolia)